# Constitution égyptienne de 2014
Pour les articles homonymes, voir Constitution de la République arabe d'Égypte et Constitution de l'Égypte.
Lire en ligne

Version initiale sur le site du Comite Supreme Permanent des Droits de l'Homme

Constitution égyptienne de 2012
La Constitution égyptienne de 2014 est la loi fondamentale de l'Égypte. Elle est entrée en vigueur le 19 janvier 2014 après avoir été approuvée par un référendum. Elle remplace la Constitution de 2012, adoptée sous la présidence de Mohamed Morsi, et dont elle est une version amendée.

## Histoire
En juillet 2013, après le renversement du président démocratiquement élu Mohamed Morsi, les militaires au pouvoir annoncent une profonde réforme de la Constitution. Un « comité des 50 » est nommé en guise d'assemblée constituante et élit Amr Moussa comme président. Alors qu'il était prévu que la constitution de 2012 soit simplement amendée, celle-ci est finalement totalement re-rédigée,. Les 14 et 15 janvier 2014, le projet est soumis à un référendum à l'issue duquel la nouvelle loi fondamentale est approuvée.
En février 2019, un projet de réforme de la constitution prévoyant la mise en place d'une chambre haute, l'instauration de postes de vice-présidents et le passage de la durée du mandat présidentiel de quatre à six ans est déposé à la Chambre des représentants, ce qui permettrait au président Abdel Fattah al-Sissi de faire deux autres mandats. Il est approuvé par 485 députés sur 596. Le projet adopté le 16 avril prévoit finalement de prolonger de deux ans le mandat présidentiel en cours et d'autoriser Sissi à faire un troisième mandat, d'une durée de six ans. Le projet de révision est voté par 531 voix sur 554. Le lendemain, un référendum est annoncé pour les jours suivants, avec un vote étalé sur trois jours du 20 au 22 avril. La réforme est finalement adoptée.